# Langues siuslawanes
Les langues siuslawanes sont une petite famille de langues amérindiennes parlées aux États-Unis, le long de la côte pacifique de l'Oregon. Ces langues sont éteintes.

## Classification des langues siuslawanes
Edward Sapir les a incluses dans son hypothèse des langues pénutiennes, au sein du sous-groupe des langues pénutiennes de la côte de l'Oregon, conjointement avec les langues coos, et les langues alséanes.

## Liste des langues
- Siuslaw
- Lower umpqua

## Sources
- (en) Buckley, Eugene, Coast Oregon Penutian: A lexical Comparison, in Proceedings of the Third Annual Meeting of the Pacific Linguistics Conference, Eugene, Department of Linguistics, University of Oregon, 1987.